# Heris (koberec)

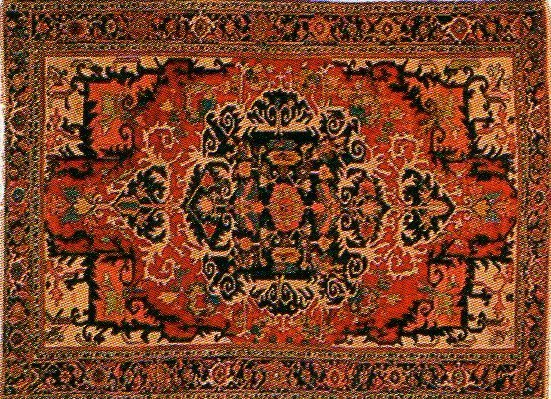
Heris z 19. století

Heris je ručně vázaný koberec z okolí stejnojmenného města v íránské provincii Východní Ázerbájdžán.
Koberec je vázán symetrickými uzly v hustotě 80 000 až 160 000/m² z hrubší vlněné příze na bavlněné podkladové tkanině s dvojitou útkovou nití.
Vyrábí se většinou ve velikostech nad 300 × 200 cm, k typickému vzorování patří velký obdélníkový medailon uprostřed a zdůrazněné pravoúhlé okraje. Koberce jsou velice odolné proti opotřebení, používají se jak v domácnostech, tak i ve veřejných místnostech.
Výroba vázaných koberců začala v heriských manufakturách v posledních letech 19. století. V obchodě se často nabízejí pod označením Heris (nebo Heriz) také jiné koberce z blízkosti Herisu, např. Serapi (nejjemnější, nejdražší), Gorevan (podřadnější jakost, často čtvercový tvar), Bakšajš (předchůdce Gorevanu).
Někdy se k nim počítají také koberce Karadža (podklad v mořenové červeni, okraje v tmavém indigu, motivem vzorování je většinou 3 až 5 hvězdic). Uprostřed 20. století se jich vyrábělo až 800 ročně.